# Benito Zanutto
Benito Zanutto (San Giorgio di Livenza, 28 marzo 1950) è un ex calciatore italiano, di ruolo difensore.

## Carriera
Cresce nella Cossatese, con cui debutta in Serie D nel 1967. L'anno successivo viene acquistato dal Novara e, dopo alcune presenze nelle prime tre stagioni di permanenza ed il debutto in Serie B nel corso del campionato 1970-1971, viene girato per un anno alla Pro Vercelli in Serie C.
Torna al Novara nel 1972 e diventa titolare nei due campionati di Serie B successivi; in seguito passa all'Empoli in Serie C per due anni e per un altro anno gioca nel Parma. In carriera conta complessivamente 54 presenze e una rete in Serie B con la maglia del Novara.

## Palmarès

### Club

#### Competizioni nazionali
- Serie C: 1

Novara: 1969-1970